# Metinaro
Metinaro, oficialmente Posto Administrativo de Metinaro em tétum:  Postu administrativu Metinaro), é um posto administrativo no Município de Díli, Timor-Leste. Sua sede ou centro administrativo é Sabuli.